# Seymour Duncan
Seymour Duncan ist ein US-amerikanisches Unternehmen, das Tonabnehmer für elektrische Saiteninstrumente sowie Gitarreneffektpedale produziert. Das Unternehmen wurde nach dem Gründer und Unternehmensleiter Seymour W. Duncan firmiert. Sitz des Unternehmens ist Santa Barbara in den USA.

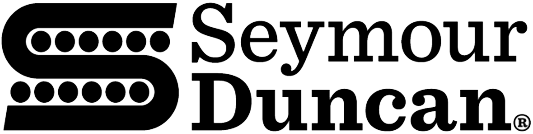
Logo

## Geschichte und Unternehmen
Der Gitarrist und Techniker Seymour W. Duncan stellte zu Beginn der 1960er seinen ersten Tonabnehmer her, nachdem bei einem Auftritt der Stegtonabnehmer seiner Fender Telecaster ausfiel und Duncan keine Möglichkeit hatte, einen Ersatz zu beschaffen. Nachdem Duncan erste Erfahrungen in Bau und Reparatur von Tonabnehmern gewonnen hatte, bekam er von dem Musiker und Erfinder Les Paul den Rat, nach Großbritannien zu gehen. Duncan arbeitete darauf im Fender Soundhouse in London, wo er Instrumente von Künstlern wie Jimmy Page, George Harrison, Eric Clapton, Pete Townshend, Jimi Hendrix und Peter Frampton reparierte. Während dieser Zeit traf Duncan auch den Gitarristen Jeff Beck, der später als einer der ersten einen speziellen Tonabnehmer von Duncan erhielt. Zurück in den USA knüpfte Duncan Kontakte zu Leo Fender, Les Paul und Seth Lover, dem Erfinder des Gibson Humbuckers. Im Jahr 1978 gründete Duncan zusammen mit Cathy Carter Duncan das Unternehmen „Seymour Duncan“ und begann mit der Herstellung eigener Tonabnehmer.
Heute umfasst die Produktpalette der Firma Seymour Duncan über 100 verschiedene Tonabnehmer für elektrische Saiteninstrumente, wobei der Unternehmensschwerpunkt auf der Herstellung und Entwicklung von Pickups für E-Gitarren liegt. Das Unternehmen verkauft etwa 70 % seiner Produktion als Austauschtonabnehmer an Gitarristen und Werkstätten. Die restlichen 30 % werden von Instrumentenherstellern bezogen, die ihre Gitarren ab Werk mit Seymour Duncan Tonabnehmern ausstatten. Die Hälfte der Produktion wird dabei in den USA verkauft; der größte Exportmarkt ist Japan gefolgt von Kanada, Großbritannien und Deutschland.

## Produkte

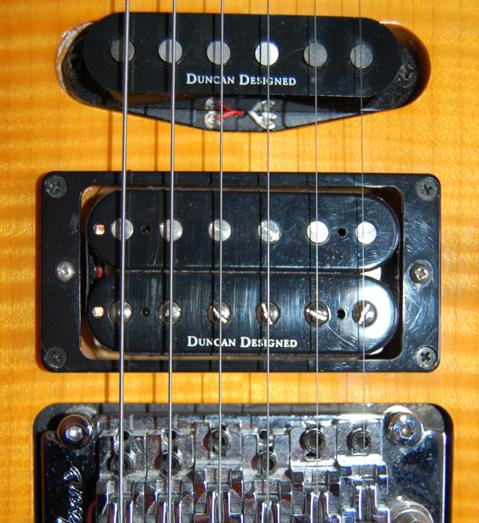
Tonabnehmer von Seymour Duncan an einer E-Gitarre

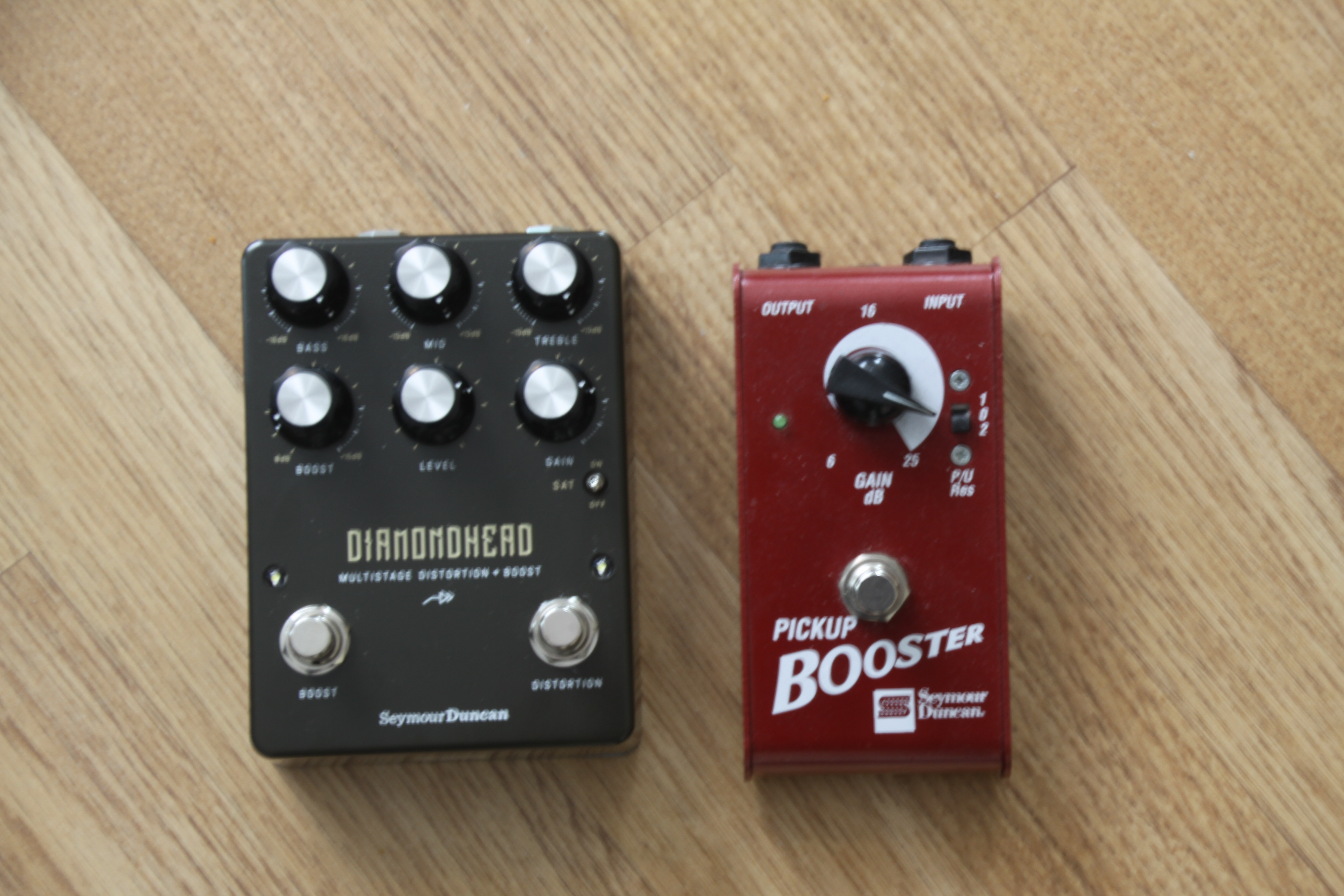
Distortion- und Boostpedal „Diamondhead“ und der „Pickup Booster“ von Seymour Duncan

Seymour Duncan stellt unter anderem Tonabnehmer für Saiteninstrumente, speziell für E-Gitarren, her. Darüber hinaus sind auch Tonabnehmer für E-Bässe, Akustikgitarren, Mandolinen, Banjos und andere Instrumente erhältlich. Unter dem Namen „Benedetto“ stellt Seymour Duncan spezielle Pickups für Jazzgitarren her. Mit dem Label „Duncan Designed“ werden Tonabnehmer bezeichnet, welche nach Duncans Vorgaben von Fremdfirmen in Asien hergestellt werden.

### Gitarre
Seymour Duncan produziert eine große Anzahl von Tonabnehmern für elektrische Gitarren, wobei der Schwerpunkt auf den gängigen Bauformaten der Firmen Fender (Single Coils im Stile der Fender Stratocaster bzw. Fender Telecaster) und Gibson (Humbucker im Stile der Gibson Les Paul, Gibson SG etc.) liegt. Die Palette der erhältlichen Tonabnehmer variiert bei den einzelnen Modellen von originalgetreuen Reproduktion von Pickups alter E-Gitarren („Vintage“) bis hin zu Spezialanfertigungen, die für bestimmte Zwecke und Klangvorstellungen (z. B. hohe Verzerrung, starker Einsatz des Tremolos, 7-saitige Gitarren etc.) optimiert sind. In der „Antiquity“-Reihe werden die Tonabnehmer mit Kratzern und Flugrost künstlich gealtert, um neben dem Klang auch das Aussehen alter Tonabnehmer zu reproduzieren. Die „Hot Rails“ sind leistungsstarke Humbucker, die lediglich die Größe von Fender-Singlecoils besitzen. Im Gegensatz dazu sind die „Phat Cat“-Modelle Singlecoils in der Größe von Gibson-Humbuckern. Mit dem „Woody“ wird ein Tonabnehmer für akustische Gitarren angeboten, der unter den Saiten in das Schallloch geklemmt wird und nach dem Spielen wieder entfernt werden kann.

### Bass
Die Tonabnehmer für Bässe orientieren sich an den Bauformaten der Hersteller Fender, Rickenbacker und Music Man. Ähnlich wie bei den Gitarren reicht die angebotene Palette ebenfalls von der Reproduktion alter Originaltonabnehmer bis hin zu speziellen Neuentwicklungen, die teilweise eine aktive Elektronik besitzen.

### Sonstige Instrumente
Für akustische Instrumente wie Mandoline, Banjo etc. bietet Seymour Duncan Kontakttonabnehmer mit dem Namen „SoundSpot“ an. Diese arbeiten nach dem piezoelektrischen Prinzip, wonach durch Druckschwankungen ein schwacher elektrischer Strom erzeugt wird. Entsprechend werden die „SoundSpot“ Tonabnehmer gewöhnlich im Instrument an Stellen montiert, an denen die größten Schwingungen entstehen (z. B. Steg oder Saitenhalter).

### Effektgeräte
Das Unternehmen stellt zudem Effektgeräte für Gitarristen und E-Bassisten her, etwa Bodenkompressoren.

## Seymour Duncan in der Musik
Die Tonabnehmer von Seymour Duncan standen bei Musikern schnell im Ruf, gut klingende Alternativen zu den Originaltonabnehmern ihrer Instrumente zu sein. Insbesondere die Möglichkeit, das Instrument durch die Verwendung spezieller Tonabnehmer im Klang auf eigene Bedürfnisse zu optimieren, machte die Pickups bei Musikern beliebt. Im Gegenzug begann Seymour Duncan schnell, Tonabnehmer für namhafte Gitarristen herzustellen. Als einer der ersten Tonabnehmer entstand für Jeff Beck der JB Humbucker für Jazz und Blues, welcher auf den frühen Alben des Gitarristen zu hören ist. Der Dimebucker wurde in Zusammenarbeit mit dem Heavy-Metal-Gitarristen Dimebag Darrell (u. a. Pantera, Damageplan) entwickelt. Dieser Tonabnehmer ist ein für stark verzerrte Klänge optimierter Humbucker, der anstelle einzelner Magnete zwei durchgehende Klingen besitzt. Für Billy Gibbons (ZZ Top) wurde der Pearly Gates-Humbucker entwickelt; eine Kopie der Tonabnehmer, die Gibbons auf seiner Lieblingsgitarre verwendet. Der „lil’ screamin’ demon“ (ein Humbucker im Singlecoil-Format) wurde für den Hard-Rock-Gitarristen George Lynch entwickelt, damit dieser den dichten Klang von Gibson-Humbuckern erzeugen kann, ohne seine alte Stratocaster modifizieren zu müssen.
Weitere Künstler, die Tonabnehmer von Seymour Duncan benutzen sind u. a. Slash und Duff McKagan (beide u. a. Guns n’ Roses, Velvet Revolver), Mark Hoppus (blink-182, +44), Tom DeLonge (blink-182), Tom Hamilton (Aerosmith), Steve Harris (Iron Maiden) sowie Jennifer Batten (u. a. Jeff Beck, Michael Jackson), Michael Amott (Arch Enemy), Mick Thomson (Slipknot), Billie Joe Armstrong (Green Day) und Yngwie Malmsteen.